# Phoebe Sheavyn
Phoebe Ann Beale Sheavyn, née le 16 septembre 1865 à Atherstone et morte le 7 janvier 1968 à Selly Oak (en), Birmingham, est une universitaire britannique. Spécialiste en littérature et professeure à l'université Victoria de Manchester, elle est membre fondatrice de la British Federation of University Women.

## Biographie
Phoebe Sheavyn naît à Atherstone, dans le Warwickshire, en 1865, cinquième enfant d'une fratrie de huit, fille de Jane Elizabeth Sheavyn, née Farmer, et de William Sale Sheavyn, drapier. La famille vit au-dessus du magasin, à Atherstone. Elle commence sa carrière professionnelle comme enseignante dans une série d'écoles privées, puis elle est gouvernante dans la famille d'un architecte. Celui-ci l'incite à passer les examens d'entrée à l'université et elle obtient une bourse du collège d'Aberystwyth au pays de Galles. Elle obtient son diplôme à 24 ans, et enseigne l'anglais de 1889 à 1892 dans la Haberdashers' School for Girls (en) de Hatcham (en), dans le borough londonien de Lewisham, puis elle reprend ses études à Aberystwyth et obtient un master en anglais et français en 1894. Elle est recrutée par Bryn Mawr en Pennsylvanie comme fellow et maître de conférences en 1894. Elle revient en Angleterre en 1896, travaille durant une année avec le philologue Joseph Wright sur le projet du English Dialect Dictionary (en). En 1897, elle est nommée tutrice résidente au Somerville College d'Oxford. Phoebe Sheavyn découvre les disparités de statuts entre les enseignants hommes et femmes à Oxford ou Cambridge, qu'elle n'avait pas connues à Aberystwyth ou Bryn Mawr,. Elle prend une année sabbatique en 1905-1906 pour finir sa thèse de doctorat qu'elle soutient à l'université de Londres en 1906, et qui forme la base de son ouvrage The Literary Profession in the Elizabethan Age, publié en 1909 aux Manchester University Press.
Phoebe Sheavyn est l'une de pionnières de la British Federation of University Women, avec la biochimiste Ida Smedley Maclean et la physiologiste Winifred Cullis.
Elle quitte Oxford en 1907, pour prendre un poste de maître de conférences à l'université Victoria de Manchester. Elle est également tutrice des étudiantes et warden de Ashburne Hall (en), la résidence universitaire pour femmes fondée en 1900. Elle est membre du sénat de l'université en 1912. Elle démissionne avant 1917 de ses fonctions à Ashburne Hall. Elle prend sa retraite en 1923. Elle s'installe à Selly Oak, un quartier de Birmingham, se met à la peinture et réalise des paysages et des fleurs, et elle s'initie au scrabble.
En 1967, l'université de Manchester réédite son ouvrage The Literary Profession in the Elizabethan Age. Certains aspects de ce travail font l'objet de critiques, notamment en ce qui concerne l'exclusion de certains auteurs élisabéthains, mais son livre, lors de la première parution en 1909, est considéré comme l'une des premières études de critique littéraire anglaise.
Elle meurt à son domicile de Selly Oak à 102 ans, le 7 janvier 1968, quelques mois après la réédition de son livre.

## Publications
- The Literary Profession in the Elizabethan Age, 1909, Manchester University Press.
- Higher Education for Women in Great Britain, Londres, International Federation of University Women, 1922.